# 尤里·梅森-雅辛
尤里•梅森-雅辛（Youri Messen-Jaschin；1941年1月—27日）是一位拉脱维亚裔艺术家，生于瑞士阿罗萨。他通常结合油画与水粉进行创作。他热爱的色彩有：强烈的红色，黄色，绿色和蓝色。他也从事人体绘画，在夜总会展出他的作品。

## 生平
从1958-1962年，他的艺术学习生涯引导他进入国家高等美术学院（师从罗伯特·卡米（Robert Cami）教授），以及巴黎的索邦大学社会科学学院（艺术史，皮埃尔·弗朗卡斯泰尔（Pierre Francastel）教授）。
1962-1965年，他进入洛桑美术学院。期间他与雕刻家及画家欧内斯特·皮佐蒂（Ernest Pizzotti）一同工作。1964年在洛桑的展览展出了他的动态玻璃与亚克力雕塑作品。他在日内瓦的当代版画中心工作了两年。随后，他来到苏黎世工作，在那里他与画家弗里德里希·库恩（Friederich Kuhn）在人脸上画圈的经验使他扩展了自己的绘画视野。从1968-1970年，他活跃于哥德堡的设计和手工艺品学院大学，在那里进行了对纺织动态物品的研究。1967年，他在哥德堡的一个展览上遇到了耶苏-拉斐尔·索托（Jesús-Rafael Soto）, 卡洛斯·克鲁兹-迪兹（Carlos Cruz-Diez） 和胡里奥·勒·帕克（Julio Le Parc）三位艺术家。与这些艺术家的交流使他迷上了光谱艺术。他决定将所有的研究精力投身动态艺术。在哥德堡的一次滞留使他有机会长期接触动态与几何图形，并将其融入他的纺织品与油画实践中。在斯堪的纳维亚地区，他对光谱艺术的研究在该领域有重要影响。
1968年，尤里获得了瑞士当代雕刻艺术一等奖。同年，他获得来自瑞士政府的奖学金。1970年代，他居于汉堡，继续与来自德国北部的艺术家们合作，创作不同的纪念项目。1970年，他在德国黑森林附近的斯特滕为古尔德（Gould）创作了一个动态雕塑。
他于1970-1981年居住在伯尔尼。在不同国家居住的经历使他能够每次与同领域的艺术家们建立联系。建筑在他的绘画与雕塑作品中扮演了重要角色，在建筑空间中研究欧普艺术（动态艺术）的运动整体性的同时，他可以与巴西里约热内卢的奥斯卡·尼迈耶（Oscar Niemeyer），比勒·马克思（Burle Marx），聖保羅 (巴西)的欧泰克（Tomie Ohtake），以及布宜诺斯艾利斯的克洛林多·特斯塔（Clorindo Testa）对此问题进行讨论。他旅途的最后一站是加拉加斯，在那里他把自己的作品以戏剧与编舞的形式在舞台上呈现，分别在加拉加斯大学和第六届国际戏剧节，欧亨尼奥·门多萨基金会，1984年的洪堡文化协会（歌德学院）和法国文化协会。
在意大利他参加了许多国际展览，并因对光谱艺术的研究获得许多奖项。他的作品被私人以及国家与国际博物馆收藏。
同时他也有幸出售他的以波普艺术风格创作的独特挂毯“更多的光”。在这种艺术形式中他对光的使用充满激情。苏黎世的米格罗当代艺术博物馆对这件作品表示了极大兴趣。这一挂毯创作于1970年代，在他瑞士靠近伯尔尼的利科芬的阁楼中。这一挂毯现属瑞士米格罗沃州的藏品。
在纽约住了几个月后，他返回瑞士，在伯尔尼居住了十一年。在此期间，他频繁在艺术馆和其他当地博物馆举办展览。
2010年他为瑞士邮政创作了主题为光谱艺术的三枚邮票。关注他的作品的博物馆包括：苏黎世美术馆，苏黎世联邦理工学院，日内瓦版画陈列室，以及国外的布鲁塞尔皇家美术博物馆。阿姆斯特丹市立博物馆，以及其他来自美国，日本，欧洲的私人收藏家购买了他的动态作品丰富自己的收藏。
2014年，在洛桑-沃州大学医学院（CHUV），神经影像学实验室采用无创性磁共振，对正在观看欧普艺术作品的参与者的大脑活动进行成像，绘图，定位。,

## 作品
这些雕塑被运动所丰富，在环境（空间中的运动与移位）之中，被有形的音乐声所衬托环绕（运动触发声音的产生）。他对声音最初的研究可回溯到1960年代后期。1970年，尤里在他的艺术中融入了霓虹，直到现在他仍在雕塑，装置和油画作品中持续使用这一元素。他参加了大量的国际展览，并因在光谱艺术领域的研究在意大利多次获奖。他的作品在众多私人和公共展览中展出，也出现在许多个人，国家与国际博物馆的收藏中。
他的作品试图消解观看者的思想，支持他们获得纯粹感受，如同是帮助进入白日梦的“催化剂”。作为一个多产并多面的艺术家，尤里·梅森-雅辛的作品，其中有一种致人迷惑的力量直接地消解了我们通常的视觉，通过引发那些塑造了我们的透视与地形意识的正在消失的线条走向颤动，向人们展示了一个棱镜宇宙。因此，这一突然的对测地线锚的擦除使我们能够将自己浸没在这种纯粹的，闪光的，又恼人的动态色彩的感受中。
他的作品“旅行……，住在……线上……”，色彩的线条追踪材料，创造出一种透明的效果，特别是衍生出微妙的动态结构，一方面连接抽象与幻觉，另一方面作为身心的动态呈现。
他作品基本的元素，方形，作为一种背景，包含着另一种几何图形在周边的嵌入。这些几何形式一致在作品表面体现着一致的推进，并毫不遗失其特性，即使当艺术家运用了一堆平行线的网格。他在油画和水粉作品中采用拼贴画的技法。他最爱的色彩有：红色，黄色，翠绿色，深蓝色，明亮的色彩。
与众多元素的规则构建一样，色彩，结构与造型的相互作用，形成他艺术上整合控制的初次尝试。他的实验方法，创造出引人注目的对色彩与视觉效果的新的感知。几何形态如方形，三角形和圆形，逐渐发展出新的内涵而又不损失其自身特性，即使当艺术家排列出一大堆使人不悦的平行线。
尤里·梅森-雅辛对动态与色彩作为一种交流方式的运用使他跻身于空间的动态建筑师之列。
他也有幸售出了他以波普艺术的风格所创作的挂毯 “更多的光”。他在纽约居住时遇到波普艺术家安迪·沃霍尔，汤姆·韦塞尔曼，和贾斯培·琼斯，并设计出这件作品。他对这种形式的艺术所使用色彩的方式感到兴奋。苏黎世米格罗当代艺术博物馆对这件作品表示了兴趣。这一挂毯创作于1970年代，在他位于瑞士利科芬的工作室。在他的作品“更多的光”中，那个出现在波普艺术中的电灯泡作为一种具有颠覆性的力量，以一种惊人的方式避开了神话，象征着那个消费世界。该作品可见于瑞士沃州米格罗的收藏。
在纽约住了几个月后，他返回瑞士，在伯尔尼居住了十一年。在此期间，他频繁游览当地艺术馆和其他博物馆。许多博物馆对他的作品发生兴趣：苏黎世美术馆，苏黎世联邦理工学院，日内瓦版画陈列室，比利时皇家美术博物馆，阿姆斯特丹市立博物馆，另有其他来自美国和欧洲的博物馆与私人藏家购买了他的动态作品以完成他们的收藏。
他的作品也在曾居住过几年的委内瑞拉受到欢迎。门多萨基金会与米仓工业提供资金赞助，支持他进一步推进自己的研究。在此，尤里继续尝试将艺术扩展到舞台导演，在雅典音乐厅与加拉加斯的安娜茱莉亚·罗哈斯雅典耀剧院呈现了两部重要的作品，并获得了瞩目的成功。他被多次邀请表演他所创作的舞台导演作品。
此外，作为一名身体艺术彩绘领域的专家，他在夜总会和舞台上呈现他的作品，在黑暗中，借助紫外光灯，他使用具迷幻效果且对皮肤无害的有机颜料，在四小时内覆盖住完整的裸体。他被邀请到蒙特勒爵士音乐节，洛桑城市音乐节，以及被《晨报》邀至2006年瑞士尼翁的Paléo艺术节，尤里被委任将蒙特勒爵士音乐节的老海报画上前往Paléo艺术节的人们的身体皮肤上。其中最受欢迎的有凯斯·哈林（1983），尚·丁格利（1982） 和齐柏林飞艇 （2005）。在 Paléo艺术节上，2006年由路易·加布里埃尔创造的海报成为最受追捧的画作。

## 展览
- 1966 北欧现代卡尔施塔特艺术展，瑞典
- 1966 维约堡画廊，洛桑，瑞士
- 1967 北欧现代艺术展，哥德堡
- 1968 日内瓦哈特博物馆（SPAS）
- 1969 第一届瑞士当代版画展，艺术和历史博物馆，日内瓦
- 1970 古尔德有限公司，弗莱堡，德国
- 1970 塞帕SA，卢加诺
- 1970 哥德堡现代博物馆（群展）
- 1970 “Expo-Form 70”，哥德堡Röhsska博物馆
- 1970 哥德堡法国中心
- 1971 德国弗莱堡古尔德公司基金会
- 1971 贸易博物馆，伯尔尼
- 1972 画廊行动2，伯尔尼
- 1972 伯尔尼Kunstkeller
- 1973 巴塞尔Müstermesse
- 1973 贸易博物馆，伯尔尼
- 1973 古董集市，洛桑
- 1974 画廊行动1，伯尔尼
- 1973/74 伯尔尼美术馆
- 1974 画廊行动1，伯尔尼
- 1974 文化周，穆捷，瑞士
- 1974 卢塞恩艺术博物馆
- 1974 布格多夫伯特伦画廊，瑞士
- 1974/75 伯尔尼美术馆
- 1975 画廊行动1，伯尔尼
- 1975 贸易博物馆，伯尔尼
- 1975 第二届国际室内设计展，日内瓦
- 1975  Leuebrüggli，朗根塔尔，瑞士
- 1975 第二届幽默和讽刺双年展，加布罗沃（保加利亚）
- 1975/76 美术馆，伯尔尼
- 1976 美术博物馆，勒洛克，瑞士
- 1976 全国雕塑展，维拉-甘巴罗尼奥，瑞士
- 1977 大黑牢基金会，瑞士
- 1977 伯尔尼美术馆（纺织品，玻璃，木头，泥土，石头，金属）
- 1977 艺术和历史博物馆，弗里堡，瑞士
- 1978 贸易博物馆，伯尔尼
- 1978 “自由雕塑”，尼翁，瑞士
- 1978 洛桑亨利梅耶画廊
- 1979 乌尔斯格柏车间，瑞士施皮茨
- 1979 伯尔尼艺术博物馆
- 1980 贸易博物馆，伯尔尼
- 1990 巴塞尔瑞士数据（Müstermesse）
- 1997 瑞士银行，伦尼斯，瑞士
- 1997-1998 胡敏画廊，洛桑
- 1998 第二届Orensanz基金会/纽约“装置艺术奖”艺术中心
- 1998 布格多夫伯特伦画廊，瑞士
- 2000 “塑料”洛桑Arlaud博物馆
- 2007 LipanjePuntin当代艺术中心，罗马
- 2007 爱丽舍博物馆“所有的摄影师”，洛桑
- 2012: 现代艺术博物馆“概念艺术身体艺术尤里·梅森-雅辛”，圣保罗，巴西
- 2014: 哥本哈根设计协会
- 2015: 帕舍教授，瑞士Paudex
- 2015-2016: “第六届国际绘画混合媒介”，索菲亚

## 百科全书
- 1987-1992 谁的与谁国际艺术
- 1981 瑞士艺术学院，当代瑞士艺术家词典
- 1970-1980, 1980-1990, 1990-2000 编辑：胡伯·弗劳恩费尔德-斯图加特（Huber Frauenfeld-Stuttgart）/瑞士-德国
- 1999 瑞士艺术传记辞典，瑞士艺术家全集/瑞士艺术学院，苏黎世&洛桑，编辑：新苏黎世报/苏黎世
- 1990-2008 QUID，编辑：罗伯特·拉丰（Robert Laffont），巴黎/法国
- 2008 152个创意，编辑：视觉艺术家和建筑师联盟（VISARTE），瑞士洛桑

## 戏剧
- 1964 “胚胎”，加拉加斯
- 1982 “心电”，加拉加斯
- 1983 “啊！啊！巴洛克”，加拉加斯
- 1983 “LA TORTA QUE CAMINA”，加拉加斯